# الکساندرا وژنیاک
الکساندرا وژنیاک (لهستانی: Aleksandra Woźniak؛ زادهٔ ۱۸ ژانویه ۱۹۷۵) بازیگر و روان‌شناس اهل لهستان است.
از فیلم‌ها یا مجموعه‌های تلویزیونی که وی در آن‌ها نقش داشته‌است، می‌توان به ورای تخت جراحی، خانه کشیش، حوزه استحفاظی ۱۳، حوزه استحفاظی ۱۳، قسمت دوم،  در خوشی و سختی، طایفه و رنگ‌های خوشبختی اشاره نمود.